# Gospić
Goszpics (horvátul Gospić) város és község (járás) Horvátországban, Lika-Zengg megye székhelye, a Gospić-Zenggi egyházmegye püspöki székvárosa.

## A község (járás) települései
Közigazgatásilag Goszpics város mellett Aleksinica, Barlete, Bilaj, Brezik, Brušane, Budak, Bužim, Debelo Brdo I, Debelo Brdo II, Divoselo, Donje Pazarište, Drenovac Radučki, Kalinovača, Kaniža Gospićka, Klanac, Kruščica, Kruškovac, Kukljić, Lički Čitluk, Lički Novi, Lički Osik, Lički Ribnik, Lipe, Mala Plana, Medak, Mogorić, Mušaluk, Novoselo Bilajsko, Novoselo Trnovačko, Ornice, Ostrvica, Oteš, Pavlovac Vrebački, Počitelj, Podastrana, Podoštra, Popovača Pazariška, Rastoka, Rizvanuša, Smiljan, Smiljansko Polje, Široka Kula, Trnovac, Vaganac, Velika Plana, Veliki Žitnik, Vranovine, Vrebac, Zavođe és Žabica falvak tartoznak hozzá.

## Nevének eredete
A város nevére több magyarázat is létezik. A legelterjedtebb magyarázat szerint neve a horvát gospa (= úrhölgy) főnévből származik, mely onnan ered hogy egykor egy kis templom állt itt Szűz Mária képével. Egy másik legenda szerint onnan kapta a nevét, hogy két fejedelemasszony alapította, akik közül az egyiket Gospavának hívták. A harmadik magyarázat a legvalószínűbb, amely szerint a mai a karlopagói kapucinusok alapította Kaniža Gospićka területén egy a szerzetesek által az utazók számára épített vendégfogadó, latinul „hospitium” állt. A település neve a hospitium szóból horvátosodott el a mai elnevezésre.

## Fekvése
Goszpics község teljes területe 967 km², amely mintegy 42 km hosszan nyúlik el délkelet–északnyugati irányban és mintegy 33 km hosszan északkelet-délnyugati irányban.
A város egy a Lika tájegység középső részén fekvő hegyközi medencében, a Likai-mező nevű karsztmezőn, a Novcsica (Novčica) folyó partján fekszik. Az 562 méteres tengerszint feletti magasságban fekvő mező az egyik legnagyobb karsztmező az országban. Legnagyobb folyói a Lika, a Novcsica és a Bogdanica. A Bogdanica a város szélén Kaniža Gospićkánál (Kanizsa) ömlik a Novcsicába, amely a várostól keletre a Likába torkollik.

## Története

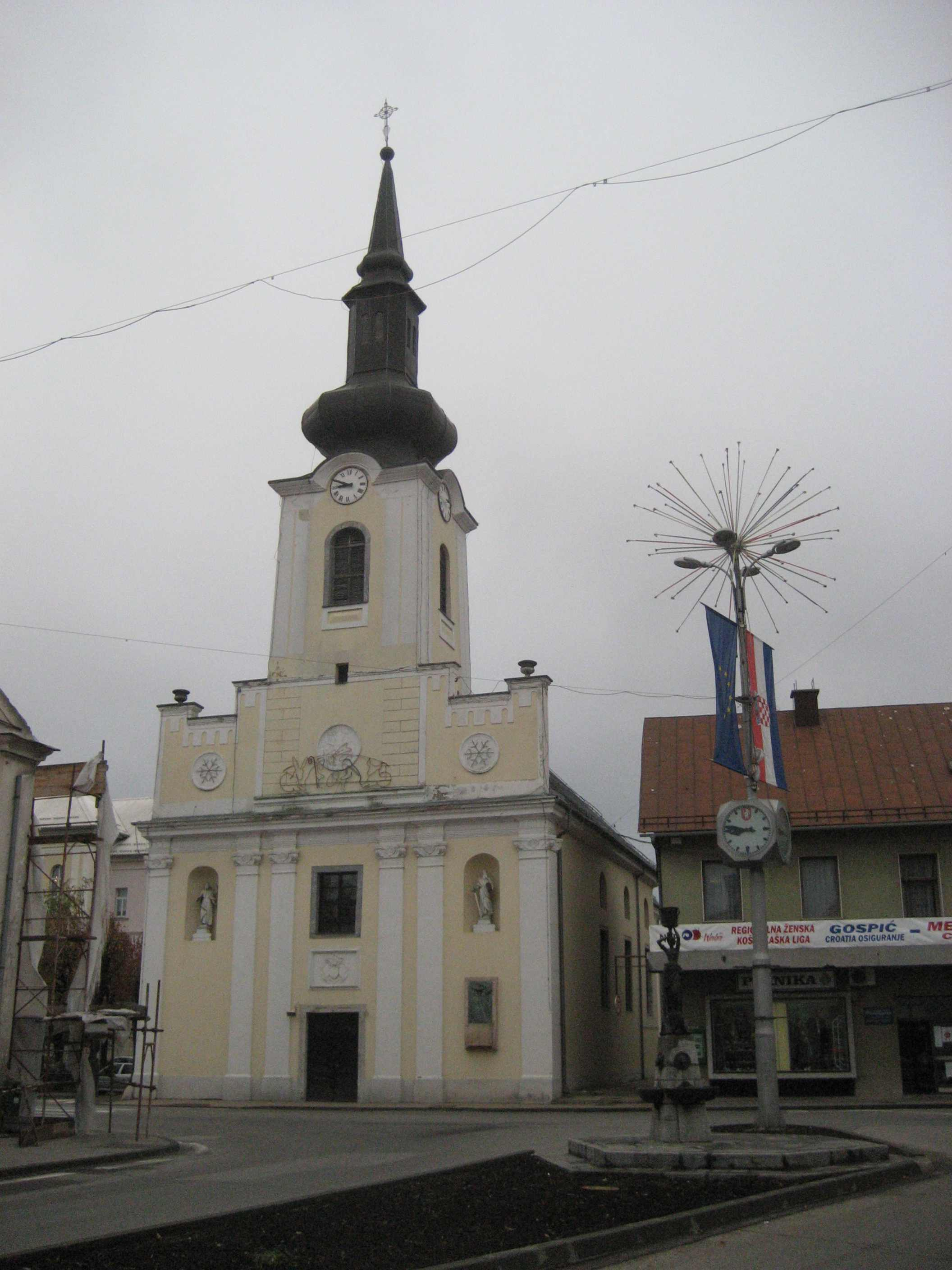
A püspöki székesegyház

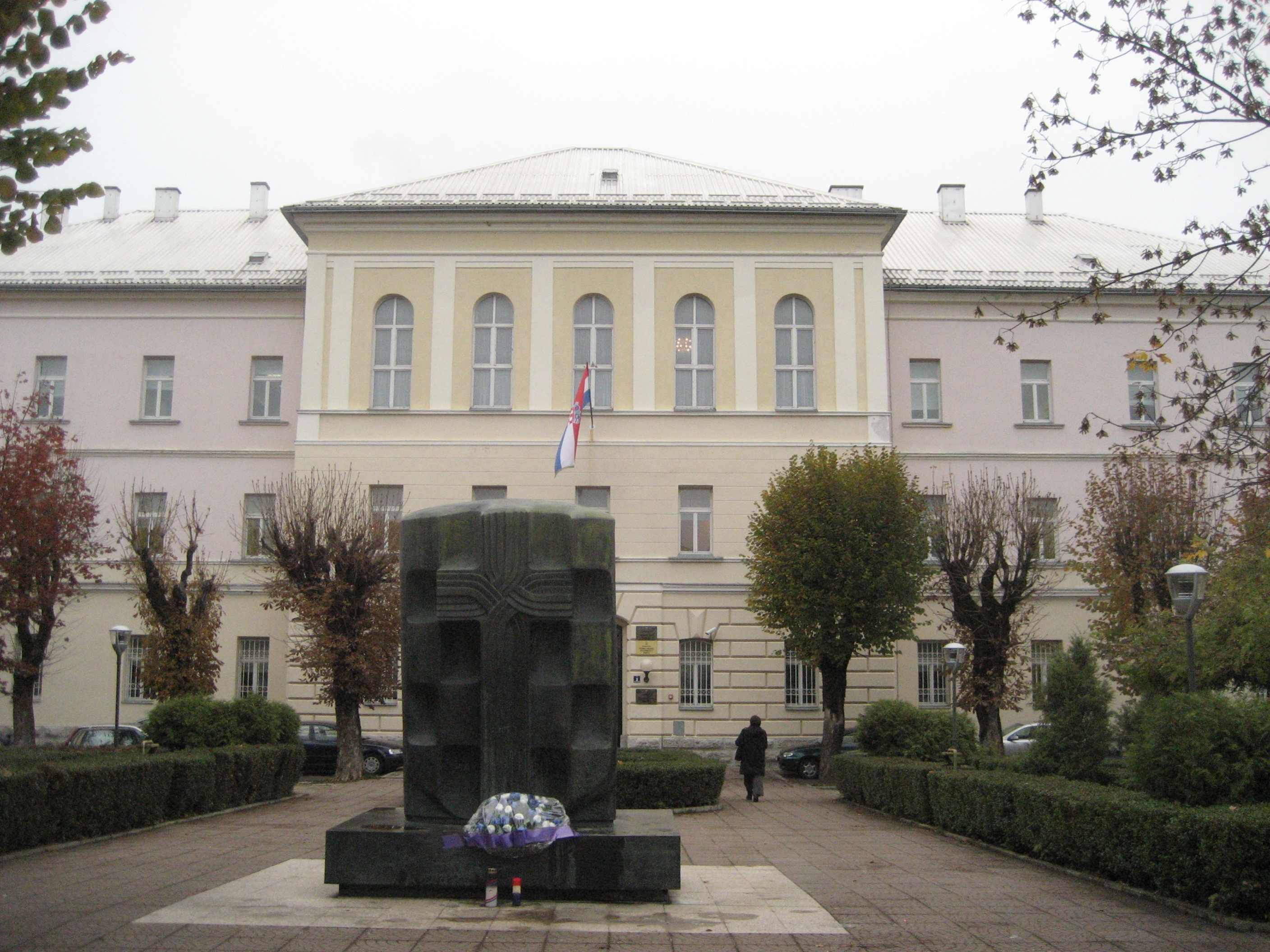
A város védőinek emlékműve

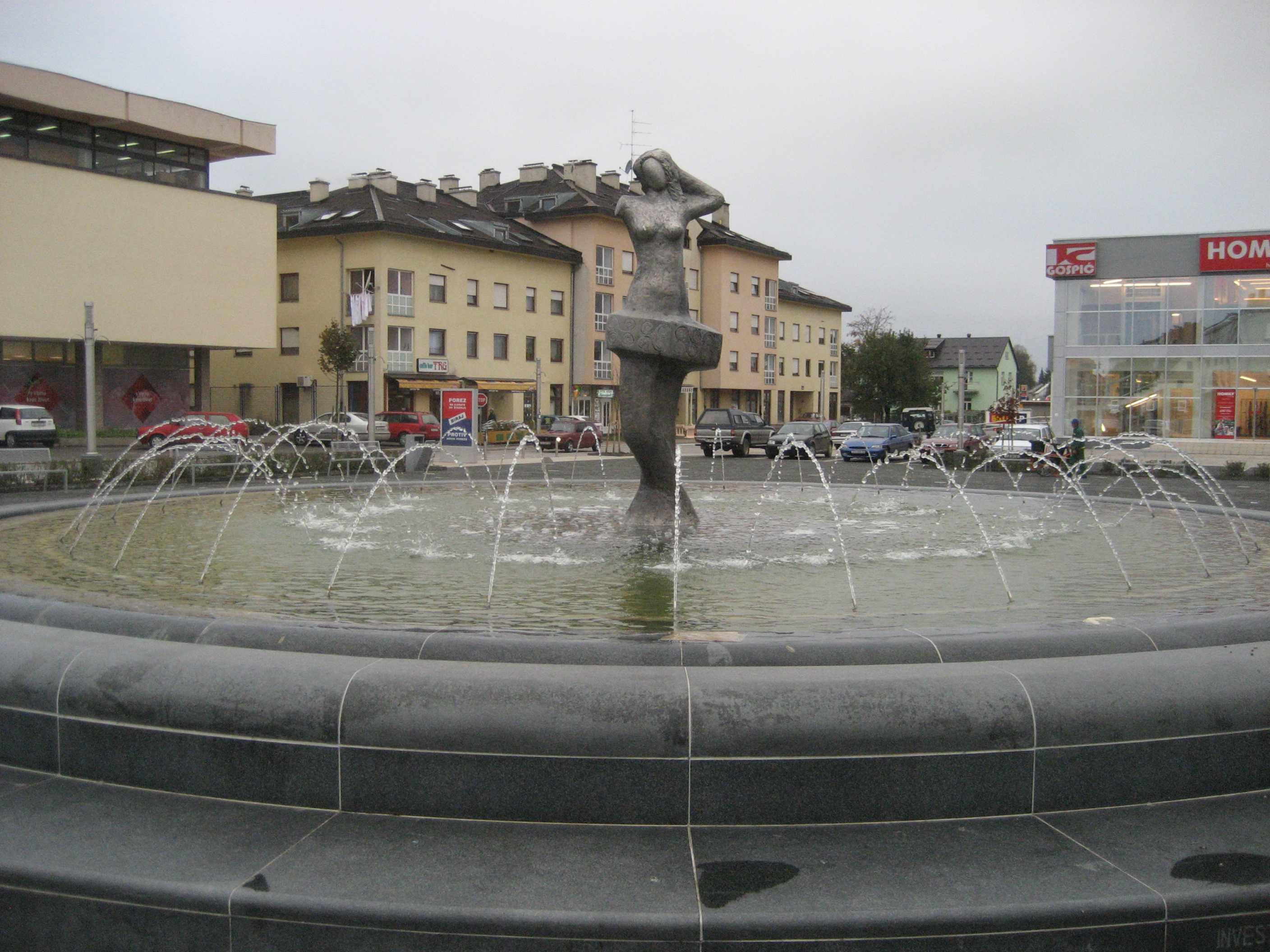
Az Ante Starčević tér a város központja

A régészeti leletek tanúsága szerint a város területe már a kőkorszak óta folyamatosan lakott volt. Különösen sok lelet került elő a vaskorból, amikor az illírek egyik törzse, a japodok lakták ezt a vidéket. Az ókorban ezen a területen haladt át az egyik legforgalmasabb kereskedelmi út, amely Siscia irányából a tengerpartra, Salonába (mai Szolin) vezetett. Az első horvát állam alapításának idejéből származó környékbeli leletek arról tanúskodnak, hogy a területén ekkor már több település is volt. A kereszténység felvétele utáni időből több templom romja maradt fenn. A 11. századtól több nemesi családnak (Tolimirović, Mogorović, Tugomerić, Disislavić családok és mások) voltak itt birtokai, akik felépítették saját váraikat. A települést 1263-ban említik először Kaseg néven abban az egyezségben, melyben IV. Béla magyar király királyi birtokokat cserél el Petar Tolimirović likai ispánnal. A fennmaradó birtokok között említik Kaseget (később Kasezi) is, amely a Lika folyó bal partján, a Novcsica mellett fekszik.
1527-ben Kaseg is török uralom alá került. A török korban a város előbb elnéptelenedett, majd újratelepült. Török források szerint régi temploma 1574-ben romokban állt. Régi neve valószínűleg feledésbe merült, mert 1604-ben már a mai nevén bukkan fel mint a Novi nahijében fekvő falu. A későbbi város magját két török erőd képezte. Az egyik Szenkovics aga tornya a Novcsica átkelőjénél (a mai város legrégibb építménye), a másik Alić aga tornya, melynek kör alaprajzú maradványai a Kulina nevű dűlőben találhatók és a köznyelvben Rajčić-grad néven ismeretes.
A török kiűzése 1689 után Goszpics Lika közigazgatási, politikai, katonai és kulturális központjává vált. Bővítették a városmagot, nőtt a népesség, 1749-ben felépítették a Nepomuki Szent János-kápolnát és 1783-ra felépült az Angyali üdvözlet templom, a későbbi székesegyház is. 1746-tól Goszpics lett a székhelye a likai határőrezrednek és intenzíven épültek meg katonai létesítményei, 1767-ben a dandárparancsnokság, 1768-ban az ezredparancsnok és az ezredorvos háza, 1798-ban az ezredparancsnokság épülete. 1767-ben az udvar által kiküldött katonai bizottság javasolta, hogy a püspökség székhelyét, mely addig Noviban volt Goszpicsra helyezzék át. Ez a javaslat a plébániatemplom felépítésével 1783-ra valósult meg. A goszpicsi plébánia 1789-ben 950 hívő lelket számlált, akiknek nagyobb részét tisztek és határőrök családjaikkal alkották, de ide tartoztak a környező falvakból az iskolába járó diákok is. A település első iskoláját 1729-ben alapították, 1766-ban létrehozták a német tannyelvű iskolát, majd 1799-ben az alapiskolát, 1823-ban pedig a tiszthelyettes képző intézetet, a leányiskolát. A 19. században új hidak is épültek, 1804-ben a Novcsicán, 1845-ben pedig a Bogdanicán. 1858-ban felépült a városi kórház, 1893-ban kiépült a vízvezeték. 1900-ban a Jasikovac erdőben Európának ezen a részén elsőként teniszpályát létesítettek. 1910-ben 3938 lakosából 3278 horvát és 604 szerb volt. A trianoni békeszerződésig Lika-Korbava vármegye Goszpicsi járásának székhelye volt. A két háború között Goszpics intenzíven fejlődő kisváros. 1920-ban a vasút is elérte a várost, ahova 1921-ben gördült be az első vonat. Fejlődött a kulturális élet is. Megalakult a Matica hrvatska és a Horvát Sokol egyesület helyei szervezete, a Hrvat énekkar, az önkéntes tűzoltóegylet, emellett számos sportegyesület is alakult. 1991-ben 9025 lakosából 5015 horvát (55,56%) és 3243 szerb (35,93%) volt.

### A horvátországi háború alatt
1991-ben a független Horvátország kikiáltásával Goszpics is hasonló helyzetbe került mint Vukovár, Pakrác, Petrinja és más vegyes lakosságú települések. Sok helyi szerb volt a tagja a független szerb demokrata pártnak, akik felkészültek a város elfoglalására. A város környékén már augusztusban elkezdődtek a horvátok elleni támadások. A Radoslav Čubrilo vajda vezette raduči szerb csoportok 5-én öt lovinaci horvátot hurcoltak el a város irányába, akiknek holttesteit egy hét múlva találták meg. A következő támadások a börtön és a rendőrőrsök ellen irányultak, de mindennaposak voltak a városi polgárok elleni provokációk is. A feszültség akkor fokozódott fel, amikor a Jugoszláv Néphadsereg (JNA) egységei békéltető szerepet játszva bevonultak a horvát erők és a szerbek közötti zónába ezzel meggátolva, hogy a horvát rendőrség megvédhesse polgárait. 25-én a Martics-milícia több hónapos kiképzésből visszatért erői hatalmukba kerítették Lički Osikot és megkezdték a horvátok letartóztatását és az első kivégzéseket. Még aznap Goszpicson megalakult horvát nemzeti gárda 25. százada, amely alapját képezte a horvát védelmi erőknek. 30-án éjjel érte az első tüzérségi támadás a várost, de az első napokban a rendőrség, a nemzeti gárda és civil önkéntesek sikeresen verték vissza a szerbek támadásait. Szeptember 4-én Mirko Norac vezetésével megalakították a horvát hadsereg 118. dandárját. A leghevesebb támadás szeptember 10-én a Novcsica hídja és az Alarovo-domb között érte a várost, amikor a tankok egészen benyomultak a területére. Miután 14-én elesett a perusicsi laktanya, 18-án elesett a goszpicsi laktanya is. 15-én tüzérségi találat következtében kigyulladt a székesegyház is. A károk kijavítása az állandó támadások miatt csak később volt lehetséges.
Az elfoglalt területeken a szerbek folytatták a horvát polgári lakosság lemészárlását. Kivégzések voltak Lovinacon, Perušicka Kosán, Široka Kulán, Urijén, Lički Osikon és több más helyen is. A harcok továbbra sem hagytak alább. A bosszú jegyében október 16-án a horvát erők sikeres akciót folytattak a szerbek lakta Divoselo ellen, válaszul a szerbek október 19-én tíz órán át szünet nélkül ágyúzták a várost. A heves ágyúzás következtében a városban húsz helyen tombolt tűzvész. Hozzávetőleges becslések szerint a városra ezen időszak alatt több mint ezer tüzérségi lövedék és aknagránát hullott. 1992. november 1-jén megtörtént a horvát erők átszervezése és megalakult a 6. dandár. Az első nagyobb felszabadító akciót a 9. dandárral közösen 1993 januárjában az ortodox keresztények maszlenyica ünnepén intézték a szerbek ellen elpusztítva számos ellenséges harci eszközt és a Tulo-szirteknél több magaslatot elfoglalva. Később a 118. dandár vette át a területet támadva a szerb állásokat, miközben azok Divoselo és Lički Čitluk felől naponta lőtték a várost. Végül 1995. augusztus 4-én hajnalban megindult a horvátok nagy „Vihar” fedőnevű hadművelete, akik már 5-én benyomultak Lički Osik, Bunić, Svračkovo selo, Podlapača, Medak és még több más településre. Az Una folyónál találkoztak a keletről előrenyomuló boszniai erőkkel, bekerítve ezzel a szerbeket, akik a szerb polgári lakossággal együtt fejvesztve menekültek a maradék jugoszláv területekre. Az éveken át tartó harcok és ágyúzás következtében Vukovár után Goszpics lett a honvédő háború leginkább lerombolt városa, amelyért katonák, rendőrök és civilek százai áldozták életüket. 2000-ben az Alojzie Stepinac téren emlékművet emeltek a honvédő háború katonai és polgári áldozatainak emlékére. 2001-ben a teljes Goszpics község 12 980 lakosából 12 050 fő horvát, 625 szerb volt.

## Lakosság
2011-ben a városnak magának 6575 lakosa volt.
| Lakosság változása | Lakosság változása | Lakosság változása | Lakosság változása | Lakosság változása | Lakosság változása | Lakosság változása | Lakosság változása | Lakosság változása | Lakosság változása | Lakosság változása | Lakosság változása | Lakosság változása | Lakosság változása | Lakosság változása | Lakosság változása |
| ------------------ | ------------------ | ------------------ | ------------------ | ------------------ | ------------------ | ------------------ | ------------------ | ------------------ | ------------------ | ------------------ | ------------------ | ------------------ | ------------------ | ------------------ | ------------------ |
| 1857               | 1869               | 1880               | 1890               | 1900               | 1910               | 1921               | 1931               | 1948               | 1953               | 1961               | 1971               | 1981               | 1991               | 2001               | 2011               |
| 1.658              | 1.852              | 2.429              | 2.626              | 3.295              | 3.275              | 3.653              | 3.826              | 4.204              | 5.127              | 6.767              | 8.046              | 8.725              | 9.025              | 6.088              | 6.561              |

## Nevezetességei
- Az Angyali üdvözlet székesegyházat[6] 1780 és 1783 között építették. Főoltárán kívül két mellékoltára volt, melyek Szent Ferenc és Szent Hieronimus tiszteletére voltak szentelve. 1991. szeptember 15-én szerb tüzérségi találat következtében kigyulladt és súlyos károkat szenvedett. A károk helyreállításához még a háború idején hozzáláttak. 1992 karácsonyára sikerült az épületet befedni. Az újjáépítés 1999-ben Szent Mária Magdolna ünnepére fejeződött be. A templomot 2000. május 25-én a szentatya püspöki székesegyház rangjára emelte. 2007-ben kezdődtek meg a székesegyház teljes tetőszerkezetének újjáépítési munkálatai. 2008 elején a székesegyház alatti püspöki sírbolt kiépítése kezdődött. Három oltára van, oltárképei a 18. és a 19. században készültek. Berendezésének értékesebb részei még a fából faragott Mózes-szobor és a barokk prédikálószék. A templom falán elhelyezett emléktábla az 1809. május 21-22-én a franciákkal vívott bilaji csata áldozataink állít emléket. Robert Frangeš Mihanovics szobrászművész alkotása.
- A városközpontban áll Robert Frangeš Mihanovics „Marta” című szobra a vízvezeték 1894-es bevezetésének emlékműve. A szobor egy magas, piramis alakú kőposztamensen áll, melynek négy oldalán fémből öntött díszes kifolyók láthatók, melyeken keresztül a víz az alattuk elhelyezett medencékbe folyik. A női főalak kezeivel a fején levő vizesvödröt tartja.[7]
- A temetőben áll az 1856-ban, a régi kápolna helyén épített Szent Mária Magdolna-kápolna.[8] Egyhajós, nyugat-keleti tájolású, kőépület, a hajónál valamivel keskenyebb szentéllyel és a főhomlokzat feletti kis harangtoronnyal. Csúcsíves kapuzata menetelesen befelé szűkül és csúcsíves bejáratban végződik. Eredeti formában maradt meg az oltár menzája, a szentségtartó és a padozat kőborítása.
- A Kaniža utcában álló Nepomuki Szent János-kápolna 1749-ben épült.
- A Lika Múzeumot[9] 1958-ban alapították, mai épületében 1965-óta működik. Az épület 1789-ben épült és a katonai közigazgatás idején az ezredparancsnokság székhelye volt. A múzeumban régészeti, numizmatikai, kultúrtörténeti, népművészeti kiállítás és galéria tekinthető meg. A régészeti kiállításhoz lapidárium is tartozik. A kultúrtörténeti részlegen bútor- és fegyvergyűjtemény is található.
- A város központjában, a Novcsica folyó mellett áll Szenkovics aga tornya, melyet a legenda szerint a török Szenkovics aga épített a 16. század végén vagy a 17. század elején. Az épület eredetileg kétszintes volt, amelyet az évszázadok során felújítottak és átalakítottak. Leginkább közhasználatra készült, 1911-ben azonban a Pavelics család magántulajdonába került, akik átrendezték, hogy lakhatóvá váljon. A kor szellemében szecessziós díszítő elemeket kapott a kert ajtaja és az erkély korlátja. A horvátországi háborúban rombolták le. A torony Goszpics városának legrégebbi középülete volt, valószínűleg az pont, amely körül a város később kialakult.[10]
- A tanárképző főiskola épülete 1869-ben épült. Eredetileg egy szabadon álló, kétszintes saroképület volt, amelyhez később építették a második emeletet. Az épület L alaprajzú, a szárny kezdeti csatlakozásánál rizalittal. Finoman faragott kövekből építették a reáliskola céljára, majd 1878-tól gimnázium működött benne. Építése idején valószínűleg Goszpics legnagyobb épülete volt. Egyszerűségével és rendezettségével, valamint a díszítés hiányával hasonlít a katonai épületekre. Története során az épület megőrizte eredeti oktatási intézmény célját.[11]
- A megyeházát[12] 1894-ben építették historikus stílusban. Reprezentatív homlokzatával az épület a Franjo Tuđman utcára néz. Egyemeletes épület, hosszúkás L alaprajzzal, hátul rizalittal. A hosszú főhomlokzatot 23 ablak tagolja, melyet rizalitok tagolnak három részre. A homlokzatot gazdag, neo stílusú építőelemek díszítik. Ma itt található Lika-Zengg megye adminisztratív központja.
- A püspöki palota[13] épülete Goszpics központjában található. Különálló, emeletes épület, amelynek tagolt alaprajza van, a hátsó homlokzaton három kiugrással, míg a másik oldalon az utca felé hosszúkás, téglalap alakú alaprajz benyomását kelti. A főhomlokzatot 15 ablak tagolja, középtengelyében egy sekély rizalittal. Az épületet a 19. század végén emelték egy bentlakásos iskola céljára, de ma a Goszpics-Zenggi egyházmegye székhelyének ad otthont. A historizáló szellemben épült reprezentatív középületek csoportjába tartozik. A város történelmi részén található, egy olyan utcában, amelyet 1822-től alakítottak ki.
- A város központjában található az állami levéltár épülete is, melynek főhomlokzata a Kaniška utcára néz. Téglalap alaprajzú, egyemeletes, hátsó rizalittal rendelkező épület. A főhomlokzatot függőlegesen hét ablak tagolja, amelyek középső tengelyét kőszegmensű kapu és az emeleti kovácsoltvas erkély emeli ki. Az egész homlokzatot stilizált rusztikus és gazdag építészeti elemek díszítik. Az 1980-as években építették a kiforrott historizmus stílusában, és az épület építészeti jellemzői maradéktalanul máig megmaradtak.[14]
- A Megváltó Krisztus szobrát 1908-ban emelték egy korábbi fakereszt helyén egy útkereszteződésbe, mely a körmenetek hagyományos útvonalába esik.
- A Novcsica-patakon a város központjában egy öreg malom a Murkovics-malom áll.[15] Az épület 22x9 méter nagyságú, téglalap alaprajzú, különálló, egyemeletes épület, mely falazott kővel, nyeregtetős tetőszerkezettel épült. A rendelkezésre álló adatok szerint a 19. század folyamán emelték, és Goszpics városának 1872-es térképén már látható. A goszpicsi Murkovics család tulajdonában volt, 1947-1988 között pedig állami tulajdonban volt. 1988-ig működött. Ma a Murkovics-malom az egyetlen fennmaradt malom üzemi épület a Novcsicán.
- Miroslav Kraljević horvát festőművész szülőháza
- A város közvetlen közelében két parkerdő is található, a Jaszikovác és Vujnovicsa domb. Itt alapították a legrégibb horvát teniszklubot, a Gospić 1900-at.

## Oktatás
- A város területén három alapiskola működik, ezek a dr. Jure Turić iskola, a dr. Ante Starčević iskola és a ličli osiki iskola.
- Két középiskolája a goszpicsi gimnázium és a szakképzőiskola.

## Sport
- NK Gospić '91 labdarúgóklub
- HMNK Gospić, kispályás labdarúgóklub
- RK Gospić kézilabdaklub
- ŽKK Gospić kosárlabdaklub

## Híres emberek
Goszpicson születtek vagy dolgoztak:
- Jakov Blažević, horvát politikus
- dr. Ante Starčević, horvát politikus, író és publicista, „a haza atyja”
- Šime Starčević, horvát nyelvész
- Julije Derossi, horvát író, pedagógus
- Bude Budisavljević, horvát író
- Jure Turić, horvát író
- Lavoslav Vukelić, horvát író
- Fran Binički, horvát író, pap
- Miroslav Kraljević, horvát festőművész
- Nikola Tesla, világhírű szerb származású amerikai fizikus, feltaláló
- Nikica Valentić, horvát miniszterelnök
- Cvijeta Grospić, horvát írónő
- Vale Vouk, szlovén származású horvát botanikus,
- Ferdinand Kovačević, horvát feltaláló, szakíró
- Grga Rupčić, horvát író
- Ivana Brkljačić, horvát ifjúsági világbajnok atléta, kalapácsvető
- Karlo Brkljačić-Kacan, horvát politikus
- Petar Došen, horvát származású császári ezredes
- Mladen Kauzlarić, horvát építész
- Žarko Susić, horvát sportújságíró, atlétaedző
- Josip Čorak, horvát Európa-bajnok, olimpiai ezüstérmes birkózó
- Ante Rukavina, állatorvos, író és hegymászó
- Milovan Gavazzi, horvát etnográfus
- Edo Kovačević, horvát festőművész
- Božena Marcelić, horvát költőnő
- Nikola Bićanić, horvát politikus, író, újságíró